# Parancistrus
Genre
Le genre Parancistrus regroupe deux espèces de poissons siluriformes de la famille des Loricariidae. Ce sont des poissons d'Amérique du Sud.

## Liste des espèces
Selon FishBase (28 octobre 2017) et World Register of Marine Species (28 octobre 2017)  :
- Parancistrus aurantiacus  (Castelnau, 1855) (Amérique du sud)
- Parancistrus nudiventris  Rapp Py-Daniel & Zuanon, 2005 (Brésil)